# Crise diplomática entre Índia e Paquistão em 2025
A crise diplomática entre Índia e Paquistão iniciou-se em 23 de abril de 2025 após o ataque de Pahalgam em 2025, um ataque terrorista no Vale de Baisaran, em Jammu e Caxemira, Índia, que matou 26 turistas hindus e feriu um civil local, além de ferir mais de 20 pessoas. A Frente de Resistência, uma ramificação do grupo terrorista designado pela ONU, sediado no Paquistão, Lashkar-e-Taiba, assumiu a responsabilidade pelo ataque. Em resposta, a Índia acusou o Paquistão de apoiar o terrorismo transfronteiriço.
Como resultado, a Índia iniciou a expulsão de diplomatas paquistaneses e a retirada de seus próprios diplomatas, suspendeu vistos, fechou fronteiras e se retirou do Tratado das Águas do Indo, enquanto o Paquistão negou as alegações e respondeu com restrições comerciais, fechamento do espaço aéreo e de passagens de fronteira e suspensão do Acordo de Shimla. O Cabinet Committee on Security (CCS) da Índia também instou fortemente os cidadãos indianos a evitarem viajar para o Paquistão e apelou aos que se encontram atualmente no país a regressarem o mais rapidamente possível.
Na madrugada de 07 de maio de 2025, a Índia iniciou a Operação Sindoor, lançando mísseis contra nove localidades em território paquistanês. De acordo com o governo indiano, os ataques foram realizados contra os grupos Jaish-e-Mohammed e Lashkar-e-Taiba, e seriam uma resposta ao ataque de Pahalgam. O governo do Paquistão, por outro lado, afirma que os alvos foram localidades civis, dentre elas mesquitas, contabilizando 31 mortos e 46 feridos.
Em retaliação, as forças paquistanesas divulgaram o abate de 05 caças da Força Aérea Indiana - muito embora tal afirmação ainda não tenha sido confirmada. 

## Contexto
Uma insurgência armada islamista eclodiu em Jammu e Caxemira no final da década de 1980, resultando no êxodo dos hindus da Caxemira da região, e o conflito continua desde então. Em 25 de julho de 2024, o primeiro-ministro indiano Narendra Modi declarou que o Paquistão emprega guerra por procuração e afirmou que suas intenções contra a Índia não terão sucesso. Em 22 de abril de 2025, um ataque terrorista no Vale Baisaran, perto de Pahalgam, no distrito de Anantnag, em Jammu e Caxemira administrados pela Índia, matou pelo menos 26 turistas e feriu mais de 20 outros.

## Crise
Na noite de 23 de abril, o secretário de Relações Exteriores da Índia, Vikram Misri, concedeu uma entrevista coletiva especial após uma reunião com o CCS. Ele anunciou a decisão da Índia de suspender temporariamente o Tratado das Águas do Indo com o Paquistão, com efeito imediato, até que o Paquistão cesse seu apoio ao terrorismo transfronteiriço. Também anunciou o fechamento do posto de controle integrado na fronteira Attari-Wagah, a proibição de viagens para todos os cidadãos paquistaneses à Índia sob o Programa de Isenção de Visto da Associação Sul-Asiática para a Cooperação Regional e o cancelamento de todos os vistos emitidos anteriormente. Além disso, conselheiros militares paquistaneses no Alto Comissariado do Paquistão em Nova Déli foram expulsos, enquanto seus homólogos indianos em Islamabad foram retirados, e o efetivo do Alto Comissariado Indiano em Islamabad foi reduzido de 55 para um mínimo de 30. Os cargos desses conselheiros militares foram considerados extintos. 
O Ministério das Relações Exteriores do Paquistão expressou condolências às famílias das vítimas, e seu ministro da Defesa, Khawaja Asif, rejeitou as alegações de envolvimento de seu país no ataque e considerou tais eventos como revoluções.
O Paquistão respondeu à suspensão do tratado descrevendo-o como inadequado e sem seriedade. Além disso, alertou a Índia sobre uma retaliação abrangente em resposta às ações anunciadas pelo governo indiano após o incidente, afirmando ainda que qualquer ação que afetasse os recursos hídricos seria considerada um ato de guerra.  Em 24 de abril, o Paquistão suspendeu os vistos emitidos para cidadãos indianos e fechou seu espaço aéreo para aeronaves indianas, expulsou diplomatas indianos e instruiu os conselheiros militares indianos a deixarem o país o mais tardar em 30 de abril. No entanto, o Corredor Kartarpur permaneceu aberto para peregrinos sikh.  O Paquistão também cortou todo o comércio com a Índia e, igualmente, suspendeu o Acordo de Simla, em 24 de abril de 2025, em retaliação.  A cerimônia de fronteira Attari-Wagah também foi reduzida e o aperto de mão simbólico não ocorreu.

### Escalada
Tanto as forças aéreas paquistanesas quanto as indianas realizaram voos intensivos perto da Linha de Controle. Manifestantes realizaram protestos em frente ao Alto Comissariado da Índia, em Islamabad, e tentaram romper os perímetros em resposta à escalada das tensões. Um soldado da Força de Segurança Fronteiriça da Índia, pertencente ao 182.º batalhão, foi capturado por paquistaneses após entrar acidentalmente em território paquistanês na fronteira de Ferozepur.
Na noite entre 24 e 25 de abril, tropas paquistanesas e indianas se enfrentaram e trocaram tiros com armas de pequeno porte em várias posições ao longo da linha de controle. Em 25 de abril, o Chefe do Estado-Maior do Exército Indiano, Upendra Dwivedi, visitou o local do ataque em Pahalgam. Os confrontos entre os dois lados continuaram em 25 de abril.
Na noite de 25 para 26 de abril, vários postos militares paquistaneses teriam iniciado "disparos não provocados de armas de pequeno porte" em vários setores ao longo da Linha de Controle. De acordo com declarações do Exército Indiano, suas forças responderam "apropriadamente com fogo de armas de pequeno porte". Em 26 de abril, confrontos militares ocorreram na área de Dudu Basantgarh, no distrito de Udhampur, onde as forças de segurança confrontaram supostos militantes. O confronto resultou em duas mortes do lado dos militantes e uma do Exército Indiano. Em 26 de abril, o oficial paquistanês em Azad Kashmir, Syed Ashfaq Gilani, disse à Agence France-Presse que as tropas trocaram tiros ao longo da linha de controle, mais especificamente no vale de Leepa, sem vítimas civis.

## Negociações
Após várias horas de negociações iniciadas na tarde do sábado, 10 de maio de 2025, os governo de Índia e Paquistão decidiram por um cessar-fogo completo e imediado. Segundo declarações de Ishaq Dar, vice-primeiro-ministro do Paquistão, representantes dos governos de vários países contribuíram para o sucesso nas negociações, destacando a participação de Turquia e Arábia Saudita; já o presidente norte-americano Donald Trump, em uma rede social criada por ele mesmo e destinada ao seu eleitorado, alegou ser o responsável pelo cessar-fogo algumas horas antes do anúncio oficial realizado pelos governos dos próprios países. Uma outra reunião foi marcada para o dia 12 de maio seguinte.
No entanto, ambos países trocaram acusações de violações do cessar-fogo poucas horas após sua implementação.